# Ciona fascicularis
Ciona fascicularis är en sjöpungsart som beskrevs av Hancock 1870. Ciona fascicularis ingår i släktet Ciona och familjen Cionidae. Inga underarter finns listade i Catalogue of Life.